# Walter Becker (ciclista)
Walter Becker (18 de outubro de 1932 — 7 de junho de 2012) foi um ciclista alemão, que competiu nas provas de estrada individual e por equipes nos Jogos Olímpicos de Helsinque 1952.
Walter se consagrou campeão alemão amador na prova de estrada, em 1952; após este feito, tornou-se profissional quatro anos depois.